# Das Dreimäderlhaus (Singspiel)
Das Dreimäderlhaus ist ein Singspiel in drei Akten von Heinrich Berté. Zentrale Figur der Operette ist der Komponist Franz Schubert, dessen Musik Berté in leicht bearbeiteter Form seiner Partitur zugrunde legte. Das Libretto verfassten Alfred Maria Willner und Heinz Reichert. Es basiert auf dem Roman Schwammerl von Rudolf Hans Bartsch. Das Werk erlebte seine Uraufführung am 15. Januar 1916 im Raimund Theater in Wien.

## Orchester
Zwei Flöten, zwei Oboen, zwei Klarinetten, zwei Fagotte, vier Hörner, zwei Trompeten, drei Posaunen, eine Harfe, Schlagwerk und Streicher

## Handlung
Die Operette spielt 1826 in Wien, zwei Jahre vor Schuberts Tod.
Der Hofglasermeister Christian Tschöll und seine Frau Marie haben drei hübsche Töchter im heiratsfähigen Alter: Hederl, Haiderl und Hannerl. Alle drei wohnen noch bei ihren Eltern, weshalb deren Anwesen von vielen liebevoll als „Dreimäderlhaus“ bezeichnet wird. Auch der Komponist Franz Schubert hat in diesem Haus eine Bleibe gefunden. Wieder einmal empfängt er im Hof seine Freunde Franz von Schober, Moritz von Schwind, Johann Michael Vogl und Leopold Kupelwieser. Sie sind gut gelaunt, sprechen dem Wein zu und singen. Am Tisch nebenan haben die drei Mädchen mit dem Sattlermeister Andreas Bruneder und dem Posthalter Ferdinand Binder Platz genommen. Was der alte Tschöll noch nicht weiß, aber ahnt: Seine Töchter Hederl und Haiderl haben sich vor kurzem mit den beiden Kavalieren verlobt. Als diese ihren Schwiegervater in spe nahen sehen, nehmen sie rasch Reißaus. Franz von Schober informiert Tschöll über die Verlobung seiner Töchter Hederl und Haiderl mit Andreas Bruneder und Ferdinand Binder und trotzt ihm seinen Segen dazu ab.
Hannerl hat sich in Schubert verliebt. Um ihm möglichst oft nahe zu sein, bittet sie ihn, ihr Gesangsunterricht zu erteilen. Dazu ist der Komponist nur allzu gerne bereit, hat er doch selbst ein Auge auf das Mädchen geworfen. Doch er ist zu schüchtern, um ihr seine Liebe zu gestehen.
Hederl und Bruneder sowie Haiderl und Binder feiern Doppelhochzeit. Johann Michael Vogl, Frauenliebling der Wiener Hofoper, trägt ein paar Lieder seines Freundes Schubert vor. Das Publikum tobt vor Begeisterung. Zu den geladenen Gästen gehört auch der weibliche Star des Hoftheaters, die Sopranistin Lucia Grisi. Sie ist eine etwas leichtlebige Person, die gleichzeitig ein Verhältnis mit zwei Männern hat, einerseits mit Franz von Schober und andererseits mit einem skandinavischen Diplomaten. Als sie bemerkt, wie sich Schober mit Hannerl unterhält, packt sie die Eifersucht. Sie sieht in Hannerl eine Rivalin und vertraut ihr an, Franz sei ein höchst leichtsinniger Mann, der ihrer nicht wert sei. Hannerl glaubt, die Sängerin habe mit Franz den Schubert gemeint. Fortan ist ihr Interesse für den Musiker erloschen.
Bis auf Hannerl und ihre Eltern haben inzwischen alle Gäste die Feier verlassen. Plötzlich kehren Schubert und Schober nochmals zurück. Letzterer will noch eine Bitte seines Freundes Schubert erfüllen und singt dessen Lied
Ich schnitt es gern in alle Rinden ein,

Ich grüb’ es gern in jeden Kieselstein,

Ich möcht’ es sä’n auf jedes frische Beet

Mit Kressesamen, der es schnell verrät,

Auf jeden weißen Zettel möcht’ ich schreiben:

Dein ist mein Herz. Dein ist mein Herz

Und soll es ewig, ewig bleiben.
Damit bezweckt Schubert, seinem angebeteten Hannerl auf seine Art und Weise eine Liebeserklärung zu machen. Aber Hannerl merkt nicht, was dahintersteckt. Sie glaubt vielmehr, Franz von Schober mache ihr den Hof und findet ihn auch ganz entzückend. Es dauert auch nicht lange, und diese beiden haben sich zu einem Paar zusammengefunden. Franz Schubert resigniert und sucht Trost in seiner geliebten Musik.

## Rezeptionsgeschichte
Heinrich Berté war zu Beginn seiner Karriere ein relativ erfolgloser Komponist von Balletten und einer Oper. 1911 wurde ihm vom Schriftsteller Alfred Maria Willner ein Libretto für eine Operette über Franz Schubert nach dem Roman Schwammerl von Rudolf Hans Bartsch angeboten, das er zuerst mit eigener Musik komponierte, nach der Erkenntnis der Erfolglosigkeit aber mit einer Bearbeitung bekannter Musiken Franz Schuberts versah.
Nach der überaus erfolgreichen Uraufführung wurde das Werk bald in 22 Sprachen übersetzt und in mehr als 60 Ländern aufgeführt. Die ersten Produktionen in Wien, Berlin u. a. Orten wiesen mehr als 600 Aufführungen auf. Obwohl überaus heftig kritisiert, wurde das Werk, nach der Fledermaus von Johann Strauss (Sohn), die am häufigsten gespielte Operette.
1921 adaptierte Sigmund Romberg die Operettenmusik zum Musical Blossom Time für den Broadway und 1922 George H. Clutsam als Lilac Time für das Lyric Theatre im Londoner West End.
1927 war das Werk Gegenstand einer von Emil Berté, Stiefsohn des Autors, beim Handelsgericht Wien angestrengten Klage auf Zahlung von Tantiemen. 

## Musik
Das Werk besteht aus 15 Nummern mit verbindenden Dialogen. Die Musiknummern wurden aus bekannten Werken Franz Schuberts zusammengesetzt und leicht bearbeitet. Die Musik der Operette ist also ein Pasticcio.

## Verfilmungen
Das Stück wurde 1918 von Richard Oswald (Das Dreimäderlhaus) und 1958 von Ernst Marischka (ebenfalls als Das Dreimäderlhaus) verfilmt.

## Aufnahmen / Tonträger
- Fox Records 2130031, 1997
- Gesamtaufnahme bei CAPRICCIO von 1997 mit Thomas Dewald, Bernhard Schneider, Bernhard Hüsgen, Christian Hilz und Daniel Kirch in den Hauptrollen. Es spielt das Kölner Rundfunkorchester unter der Leitung von Alfred Walter.